# Gare de Bézenet
La gare de Bézenet est une gare ferroviaire, fermée, de la courte ligne de Doyet-la-Presle à Bézenet-Orléans (HS) embranchée sur la ligne de Montluçon à Moulins. Elle est située, rue de la Gare, sur le territoire de la commune de Bézenet, dans le département de l'Allier, en région Auvergne-Rhône-Alpes.
Mise en service en 1859, elle est fermée aux voyageurs en 1932 et au marchandises en 1964.

## Situation ferroviaire
La gare de Bézenet est la gare terminus en impasse, au point kilométrique (PK) 5,161 de la courte Ligne de Doyet-la-Presle à Bézenet-Orléans qui ne compte que la gare d'origine, Doyet-La Presle et la gare terminus (les gares et la ligne sont fermées). Cette ligne s'embranchait sur la ligne de Montluçon à Moulins

## Histoire
La gare terminus de Bézenet est mise en service le 7 novembre 1859, par la Compagnie du chemin de fer de Paris à Orléans lorsqu'elle ouvre à l'exploitation la Ligne de Doyet-la-Presle à Bézenet-Orléans courte ligne qui s'embranche en gare de Doyet-La Presle sur la ligne de Montluçon à Moulins.
Le service des voyageurs est supprimé le 2 octobre 1932 et celui des marchandises, avec fermeture de l'embranchement, le 1er juillet 1964.

## Patrimoine ferroviaire
L'ancien bâtiment voyageurs, avec son ancienne halle à marchandises, appartiennent à la commune qui l'utilise comme maison des associations.